# ۱۶ دسامبر
۱۶ دسامبر در گاه‌شماری میلادی، سیصد و پنجاهمین (در سال‌های کبیسه سیصد و پنجاه و یکمین) روز سال است. ۱۵ روز تا پایان سال باقی است.

## رویدادها
- ۱۹۴۶ - کشور تایلند به عضویت سازمان ملل متحد درآمد.
- ۱۹۵۰ - در طی جنگ کره رئیس جمهور آمریکا هری ترومن با ورود قوای چینی به جنگ در دفاع از کره شمالی کمونیست اعلام وضعیت اضطراری کرد.
- ۱۹۶۳ - بیژن جزنی سازمان فداییان خلق را بنیان می‌گذارد که گروه تروریستی ومسلح است.  این سازمان مارکسیستی است ولی از مسکو دوری می‌جوید.
- ۱۹۶۳ - حسنعلی منصور حزب ایران نوین را بنیاد نهاد.

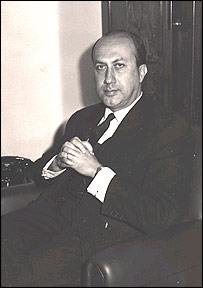
حسنعلی منصور

- ۱۹۷۱ - بریتانیا استقلال بحرین را به رسمیت شناخت.
- ۱۹۷۱ - با تسلیم ارتش پاکستان در جنگ با هند و همچنین جنگ آزادی بنگلادش هر دو جنگ به پایان رسید.
- ۱۹۹۸ - در ماجرای خلع سلاح عراق بعثی در طی عملیات روباه صحرا آمریکا و بریتانیا مقاصدی را در این کشور بمباران کردند.
- ۲۰۱۲ - تجاوز جمعی در هند به دختری ۲۳ ساله در اتوبوس موجب مرگ او شد که اعتراضات جهانی را برانگیخت.

## زادروزها
- ۱۴۸۵ - کاترین آراگن نخستین همسر و شهبانوی هنری هشتم پادشاه انگلستان.
- ۱۷۴۲ - گبهارد لبرشت فون بلوشر فیلدمارشال پروسی بود که نیروهای این کشور را در ۱۸۱۳ در نبرد لایپزیگ و در ۱۸۱۵ در جنگ واترلو علیه نیروهای فرانسوی ناپلئون بناپارت رهبری کرد.
- ۱۷۷۰ - لودویگ وان بتهوون موسیقی‌دان آلمانی.
- ۱۷۷۵ - جین آستن نویسنده انگلیسی.
- ۱۷۹۰ - لئوپولد یکم بلژیک شاهزادهٔ ساکس-کوبورگ-سالفلد و بعدتر شاهزادهٔ ساکس-کوبورگ و گوتا، دوک ساکسونی و به‌دنبال استقلال بلژیک از هلند در ۲۱ ژوئیهٔ ۱۸۳۱ نخستین پادشاه بلژیک بود.

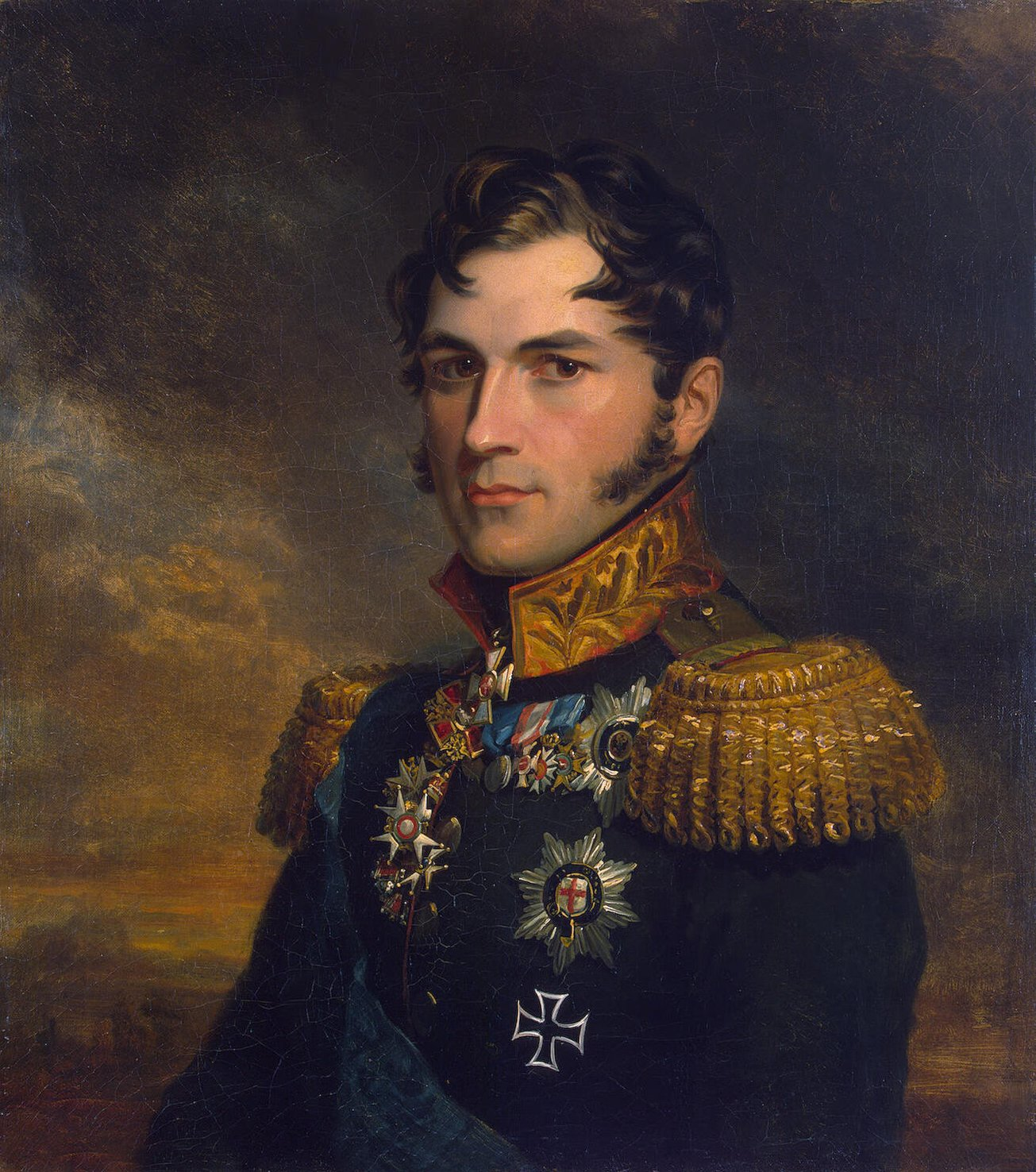
لئوپولد یکم بلژیک

- ۱۹۱۷ - آرتور چارلز کلارک دانشمند و نویسنده انگلیسی.۱۷۷۰[۱]
- ۱۹۸۲ – جرد گراوز، دوچرخه‌سوار اهل استرالیا

## مرگ‌ها
- ۱۹۱۶ - کشتن گریگوری راسپوتین به دست چند تن از درباریان روسیه.

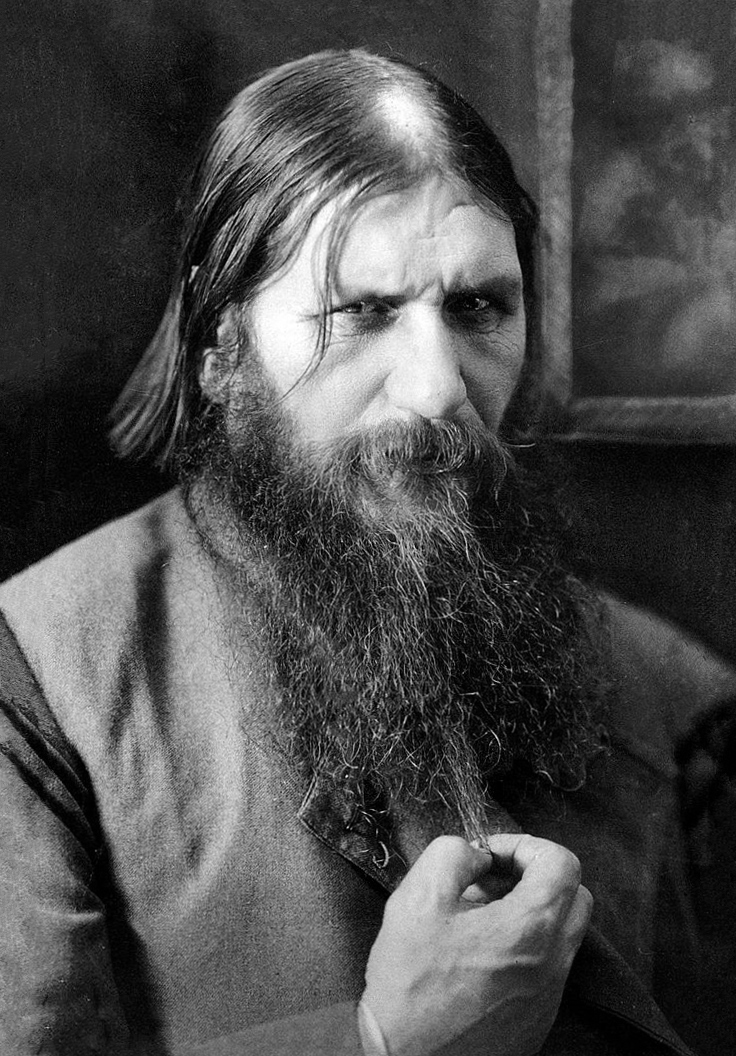
گریگوری راسپوتین

- ۱۵۱۵ - آلفونسو د آلبوکرک، سرهنگ مشهور نیروی دریایی کشور پرتغال
- ۱۹۴۷ - عبدالله مخلص، تاریخ‌نگار فلسطینی. [۲]
- ۱۹۸۹ - لی وان کلیف بازیگر وسترن آمریکایی.